# رولر كوستر تايكون 2
رولر كوستر 2 (بالإنجليزية: RollerCoaster Tycoon 2)‏ هي لعبة محاكاة بناء وإدارة من تطوير كريس سوير ونشر شركة آتاري إنتيرأكتيف. صدرت اللعبة في أكتوبر 2002  وهي تتمة للعبة رولر كوستر تايكون.